# 保罗·布鲁斯

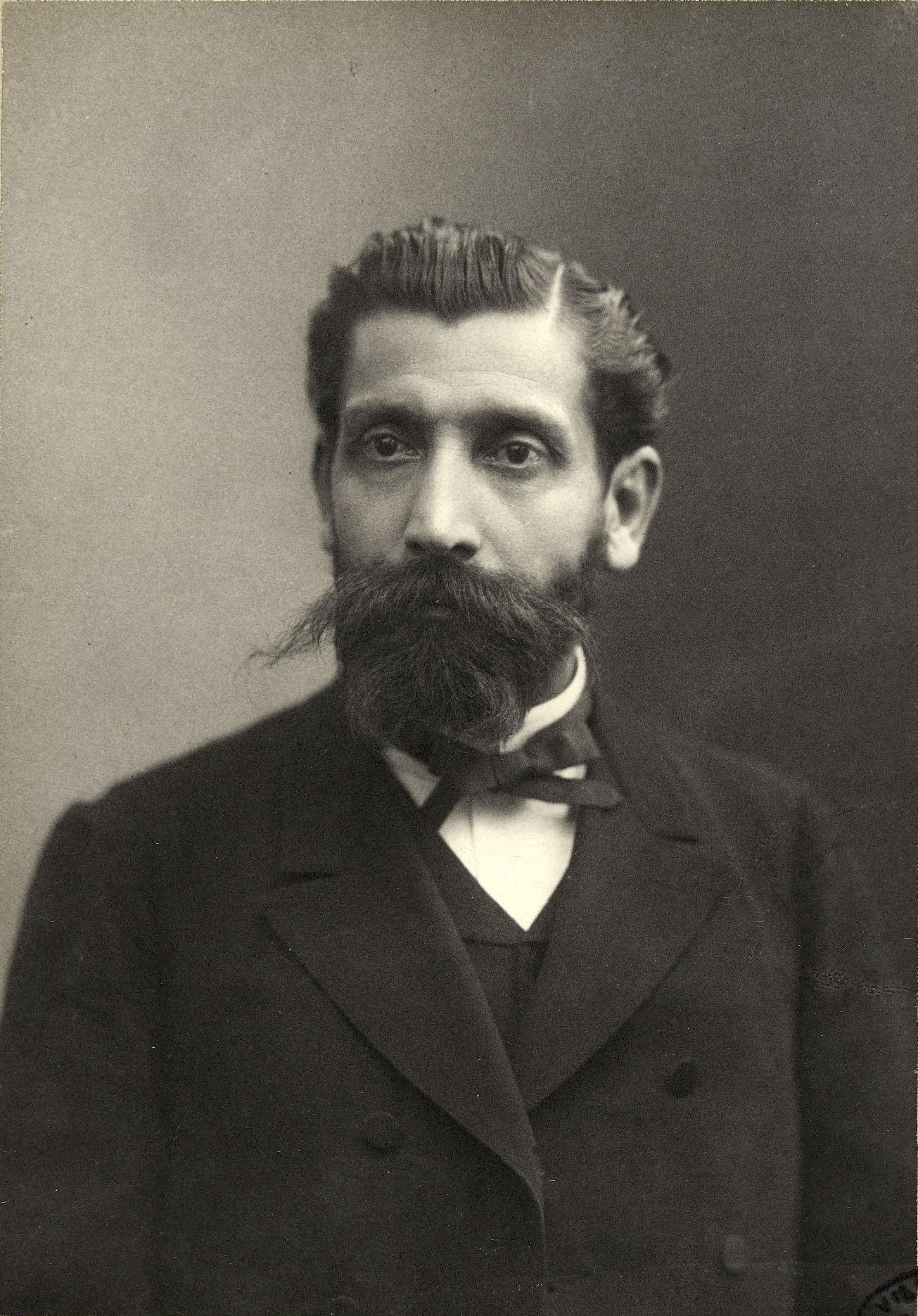
1890年左右时的保罗·布鲁斯

保罗·布鲁斯（法語：Paul Brousse；1844年1月23日—1912年4月1日），法国社会主义者，可能派领导人。他曾在瑞士西北部和洛林积极参与第一国际支部汝拉联盟，与无政府主义者彼得·阿列克谢耶维奇·克鲁泡特金一同协助编辑《侏罗联盟简报》。1882年，在圣艾蒂安召开的法国工人党大会上保罗·布鲁斯和贝努瓦·马隆领导的可能派与盖得派发生分裂。

## 青年時期：醫學生與激進共和派

### 家族起源
布魯斯於1844年1月23日出生於蒙彼利埃的一個資產階級家庭。他的祖父是一位商人，父親則是一位醫學院教師，在蒙彼利埃大學醫學院擔任要職。追隨父親的榜樣，布魯斯也投身醫學研究，並因在1867年霍亂疫情期間的表現而出名。

### 政治生涯的起點
布魯斯對政治的關注始於1860年代末期。當時法國仍處於第二帝國時期，由拿破崙一世的姪子拿破崙三世掌權。儘管當時帝國政權已開始轉向自由化，也設有國會，但政治權利與自由依然受到諸多限制。25歲時，布魯斯公開支持共和主義，並參與朗格多克民主教育帳戶的活動，此組織致力於在法國南部推廣民主與共和理念。他尤其積極參與《自由報》的編務，該報由亞瑟・巴呂與茹爾·蓋得（當時仍是無政府主義者）創辦。憑藉這份報紙的影響力，蒙彼利埃成為共和主義的重要據點之一。

## 轉折：巴黎公社與皈依無政府主義（1870–1872）

### 巴黎公社與法國工人運動的鎮壓
1870年，隨著普法戰爭與巴黎公社的爆發，布魯斯的命運出現轉折。他本人並未直接參與公社事件，但這場政治與社會實驗對他產生了深度影響，成為他往後數年的典範。1871年5月，巴黎公社在「血腥週」期間被凡爾賽政府軍血腥鎮壓，之後，一波鎮壓工人運動與國際工人協會的浪潮隨之而來，儘管此組織並未實際參與公社事件。根據《工人國際法》（即1872年3月17日頒布的杜弗爾法案），國際工人協會的活動被宣布為非法，法國各地的分支組織不得不轉入地下。

### 國際工人協會的參與和驅逐
布魯斯於1872年夏天加入了國際工人協會，時間恰逢其準備召開其年度代表大會之際（9月2日至7日於海牙舉行）。他加入了在卡爾・馬克思支援下於蒙彼利埃創立的地方支部。當時的國際主義運動正陷於分裂，衝突發生在所謂的「馬克思派」與「反權威派」之間。後者以米哈伊爾・巴枯寧與詹姆斯・紀堯姆為首，很快被稱為「無政府主義者」。反權威派與馬克思派共享階級鬥爭的模式與革命目標，他們皆認為有組織的無產階級負有推翻資本主義體制並建立以生產資料公有為基礎之共產社會的歷史任務。然而，雙方卻在是否參與政治與是否透過革命力量暫時掌握國家權力等問題上對立。此外，反權威派也反對由馬克思主義者主導、設於倫敦的總委員會所集中掌握的中央權力。在海牙大會上，馬克思及其盟友取得微弱多數，將巴枯寧與紀堯姆驅逐出組織。反對這場陰謀的布魯斯也於1872年9月19日被驅逐出蒙彼利埃支部。

### 國際工人協會南方網絡的瓦解與布魯斯的西班牙逃亡
僅僅在海牙大會結束數月後，由於內部成員向法國警方告密，導致國際工人協會在法國南方的組織網絡遭到瓦解，大批社會主義運動者被逮捕。布魯斯因此決定逃亡，並於1873年初遷居至巴塞隆納。1873年5月5日，蒙彼利埃輕罪法庭以缺席審判的方式，判處布魯斯四個月徒刑、50法郎罰金，並剝奪其公民權五年。面臨入獄威脅，布魯斯於國外流亡七年，直至1880年大赦為止。

## 無政府主義：從巴塞隆納到侏羅聯合會（1873–1879）

### 一個瀕臨混亂的西班牙
對布魯斯而言，選擇巴塞隆納並非偶然。西班牙在當時正處於劇烈的政治動盪之中。1868年，波旁王朝的伊莎貝爾二世女王被一次軍事政變（pronunciamiento ）推翻，隨後的1868年至1874年間，被稱為「民主六年」的時期，卡洛斯派、自由派、共和派、聯邦派等勢力爭奪政權，甚至陷入一場真正的內戰。無政府主義者早已在巴塞隆納紮根，他們希望能利用這種政治混亂與政府不穩定的局勢，推動一場社會主義革命。

### 革命社會主義宣傳委員會
布魯斯與其他法國流亡者共同在巴塞隆納成立了以法語為主的國際工人協會支部，並創立了「法國南方革命社會主義宣傳委員會」，目的是將無政府主義思想傳播到法國南方。此組織出版了一份以巴枯寧思想為導向的報紙《革命團結》（La solidarité révolutionnaire）。在此報專欄中，布魯斯發展了其無政府主義理論的基本輪廓：他反對一切形式的權威，譴責工人階級同時遭受資產階級（經濟層面）與國家（政治層面）的雙重壓迫。他呼籲無產階級組織起來，成立革命公社，以推翻資產階級秩序，並建立一個奠基於自治與自由公社聯邦原則的社會。在這些公社中，人與人之間的關係將不再建立在權威之上，而是根據普魯東理想中的契約自由理念來運作。然而，布魯斯將其革命理想納入孔德式科學主義的框架之中：未來的社會必須遵循社會學所建立的社會體演化法則。此社會將圍繞三個主要經濟組織連結在一起：作為勞動力量的個人，作為消費單位的公社，作為生產單位的行會。
僅僅數月之後，巴塞隆納的無政府主義起義嘗試便以失敗告終，同時，軍方亦重新掌握政權，在此情勢下，布魯斯決定離開西班牙，前往加入位於瑞士、作為當時歐洲主要無政府主義據點的國際工人協會的侏羅聯合會。

### 工人國際的日內瓦會議
1873年9月初，布魯斯抵達日內瓦，恰好趕上參加國際工人協會的大會。雖然馬克思在海牙大會上成功取得多數，但在此過程中，他也疏遠了國際內多數的聯合會。 在日內瓦，這些聯合會決定拒絕總委員會的權威，奠定了一種工人國際新模式的基礎，此模式建立在無政府主義的自治與聯邦原則之上。 布魯斯以其對任何形式權力的明確反對立場而引人注目，他在會議上亦呼籲工人國際應關注法國成員的權利，這些成員大多是巴黎公社後的流亡者。

### 侏羅聯合會的積極活動家
1873年至1879年間，居住在瑞士的布魯斯極為活躍。日內瓦大會結束後，他定居於首都伯恩，並在伯恩大學取得了化學助理職位。在此期間，他在當地法語、德語與義語社群之及中成立了多個侏羅聯合會的支部。在宣傳方面，他是侏羅聯合會機關報《通報》（Bulletin）的編輯成員，並協助創辦了多份報刊，包括1876年的《工人報》（Die Arbeiter-Zeitung）、1878年的《先鋒報》（L’Avant-Garde）、以及1879年的《反叛者報》（Le Révolté）。他是侏羅聯合會的主要演說家之一，經常在侏羅地區參加無政府主義集會。就在這段時期，布魯斯創作了革命歌曲〈紅旗〉（Le drapeau rouge）。他取用弗萊堡愛國歌曲的旋律，並另填歌詞。此曲後來被譯為俄語，成為十月革命時期的共產主義頌歌之一。